# Gnadochaeta lasia
Gnadochaeta lasia là một loài ruồi trong họ Tachinidae.